# Assem El Ammary
Assem El Ammary (* 26. Juli 1958 in Luxor) ist ein ägyptischer Sprachwissenschaftler, Übersetzer, Dolmetscher, Journalist und Hochschullehrer. Er unterrichtet an der Sprachenfakultät der Ain-Schams-Universität in Kairo.

## Leben
Nach dem Erwerb der Allgemeinen Hochschulreife 1976 studierte El Ammary in Kairo Germanistik, Arabistik und Anglistik, sowie in Bonn Deutsche Philologie, Islamwissenschaft, Allgemeine Sprachwissenschaft und Wissenschaft vom Christlichen Orient und erlangte 1996 die Doktorwürde an der philosophischen Fakultät der Universität Bonn. Seine Promotion wurde betreut durch Professor Ulrich Engel.
Bis 1997 war El Ammary zunächst wissenschaftlicher Assistent, dann Oberassistent an der Sprachenfakultät Al-Alsun der Universität Ain Shams in Kairo, wo er seitdem als Dozent für Germanistik lehrt.
Parallel dazu übte er Tätigkeiten in der Erwachsenenbildung in Deutschland und Luxemburg aus und arbeitete als Lehrer für die arabische Sprache bei der Deutschen Stiftung für internationale Entwicklung, beim Bildungswerk für Friedensarbeit in Bonn und bei der Volkshochschule in Siegburg sowie als Übersetzer und Dolmetscher bei der Konrad-Adenauer- und der Friedrich Naumann-Stiftung und beim Presseamt der Bundesregierung. Er war als Journalist bei Inter Nationes für die Zeitschriften „Fikrun wa Fann“, „Bildung und Wissenschaft“ und „Report Bilateral für die arabischen Länder“ tätig.
Seit 2000 ist El Ammary zudem anerkannter freiberuflicher Übersetzer der deutschen und der österreichischen sowie seit 2001 der schweizerischen Botschaft in Kairo.
El Ammary ist verheiratet und hat drei Kinder.

## Mitgliedschaften
- Deutsch-Arabische Gesellschaft (DAG)
- Deutsch-Arabische Gesellschaft Bonn-Kairo
- Gesellschaft für Interkulturelle Germanistik (GiG)
- Gesellschaft für Angewandte Linguistik (GAL)
- Internationale Vereinigung der Germanisten (IVG)

## Schriften
- (1986): Die Tragik in Schillers Drama „Die Braut von Messina“ unter Berücksichtigung orientalischer Einflüsse, Kairo (Magisterarbeit).
- (1989): Kleine Arabischkunde. Ein Lehrbuch zum Erlernen des Arabischen, Bad Honnef.
- (1996): Die deutschen Modalverben und ihre verbalen Entsprechungen. Eine kontrastive Untersuchung, Heidelberg (= Deutsch im Kontrast 16).

### Übersetzungen
- (1992): Eine Handvoll Datteln von Tayyib Salih, in: Geschichten aus Orientasia, Bonn.
- (2005): Das ägyptische Dorf Karnak im Werk von Yahya At-tahir Abdallah, Kairo.